# تشارلز برايس
تشارلز برايس (بالإنجليزية: Sir Charles Price)‏ هو سياسي بريطاني (وحمل سابقاً جنسية المملكة المتحدة لبريطانيا العظمى وأيرلندا)، ولد في 1872، وتوفي في 6 يوليو 1954. حزبياً، نشط في حزب المحافظين. في الانتخابات العامة في المملكة المتحدة 1924 ‏، انتخب عضو برلمان المملكة المتحدة الـ34 عن دائرة Pembrokeshire (UK Parliament constituency) ‏ (29 أكتوبر 1924 – 10 مايو 1929).